# Ayçiçek
Ayçiçek ist ein türkischer weiblicher Vorname und Familienname mit der Bedeutung „strahlend wie der Mond“; „schön wie eine Blume“, gebildet aus den Elementen ay (Mond) und çiçek (Blume). Ayçiçeği („Mondblume“) bedeutet auf Deutsch „Sonnenblume“.

## Namensträger

### Familienname
- Deniz Ayçiçek (* 1990), deutscher Fußballspieler
- Levent Ayçiçek (* 1994), deutscher Fußballspieler
- Ömer Ayçiçek (* 1995), türkischer Skilangläufer